# 湯沢銀行
湯沢銀行（ゆざわぎんこう）は、明治時代に秋田県湯沢町（現湯沢市）で設立された銀行。秋田銀行の前身の一つ。

## 概要
1897年（明治30年）に、富豪小川長右衛門、柴田与之助、後藤兵太郎が、生糸の仲買人藤木安太郎、藤木貞治、富谷松之助の求めに応じ合資会社湯沢銀行を創立。資本金は5万円で頭取には小川長右衛門が就任、雄勝郡湯沢町100番地にて開業した。1927年（昭和2年）交付の銀行法により銀行業は資本金100万円以上の株式会社に限定されたため、同年に資本金150万円をもって株式会社湯沢銀行に改組、この時の頭取は小川長右衛門（2代）。1941年（昭和16年）に第四十八銀行、旧秋田銀行と合併し秋田銀行を新たに設立した。

## 沿革
- 1897年（明治30年）3月：合資会社湯沢銀行創立。
- 1897年（明治30年）4月15日：開業。
- 1907年（明治40年）2月1日：西馬音内支店開業
- 1927年（昭和2年）6月：改組し、株式会社湯沢銀行設立。
- 1927年（昭和2年）7月1日：営業開始。
- 1941年（昭和16年）10月20日：第四十八銀行、旧秋田銀行と合併し秋田銀行を新立。

## 歴代頭取
- 初代：小川長右衛門（初代）（1897年（明治30年）3月就任）
- 2代：小川長右衛門（2代）（1904年（明治37年）3月就任）
- 3代：小川長右衛門（3代）（1940年（昭和15年）6月就任）…後に、現在の秋田銀行の4代目頭取に就任。

## 合併時の店舗
- 本店→秋田銀行湯沢支店

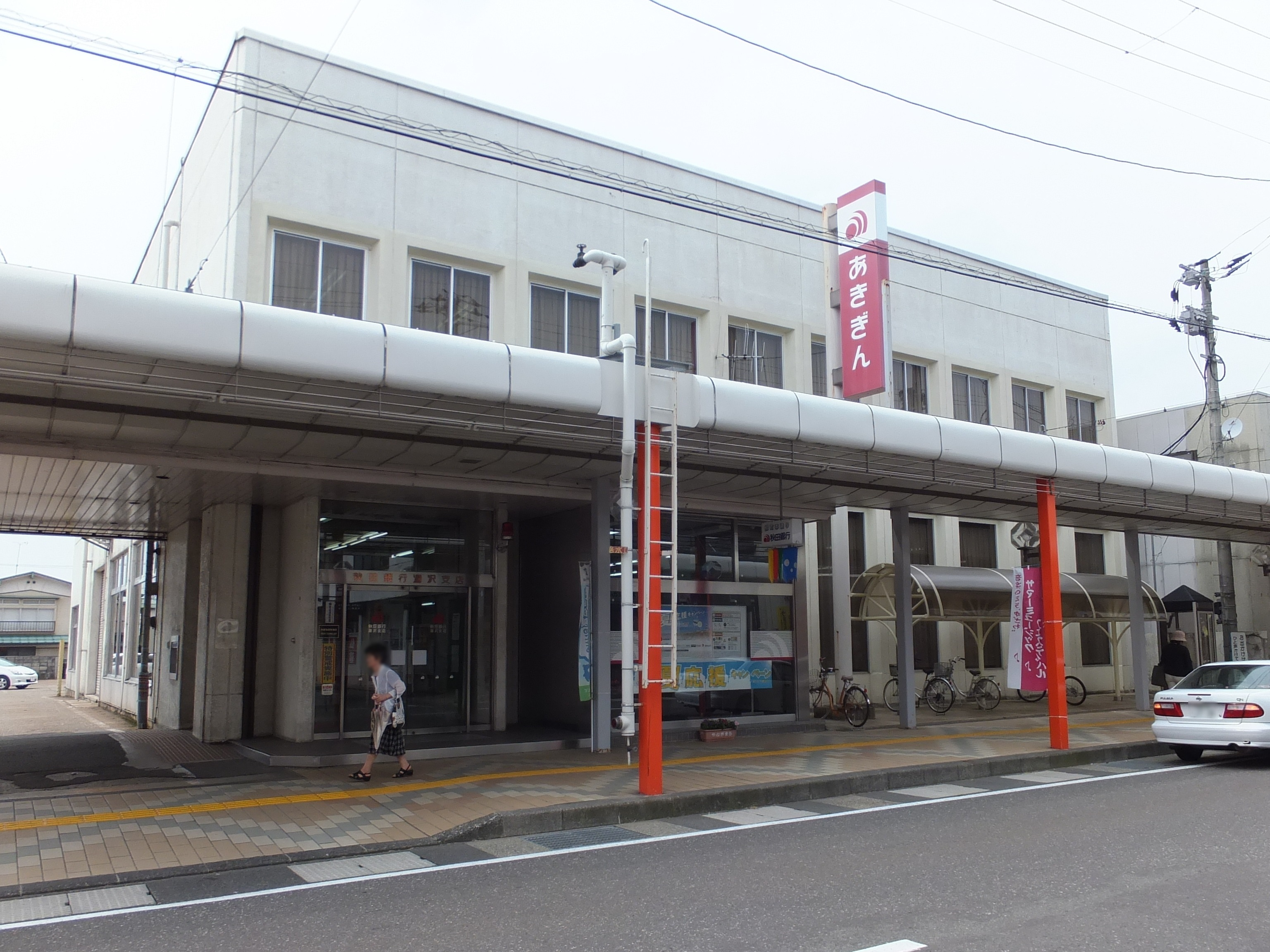
秋田銀行湯沢支店

- 西馬音内支店→秋田銀行旧西馬音内支店（1970年（昭和45年）5月16日廃止。なお、現在の秋田銀行西馬音内支店は、1985年（昭和60年）7月23日、現在地に新たに設置された拠点であり、旧湯沢銀行との直接の関連はない）